# CD82
CD82, или тетраспанин 27, — мембранный белок, гликопротеин из надсемейства тетраспанинов, продукт гена человека CD82.

## Тканевая специфичность
Экспрессирован исключительно на клетках лимфоидной ткани.

## Функция
CD82 ассоциирован с CD4 и CD8 и обеспечивает ко-стимулирующий сигнал в сигнальном пути TCR/CD3. 

## Структура
CD82 состоит из 267 аминокислот, молекулярная масса — 29,6 кДа. Оба N- и C-концевые участки локализуются в цитоплазме, содержит 4 трансмембранных фрагмента, внеклеточные фрагменты включают 3 участка N-гликозилирования.

## Взаимодействия
CD82 взаимодействует с CD19, CD63 и CD234
Взаимодействует с IGSF8.

## См.также
- Тетраспанины
- Кластер дифференцировки